# Ruggero Deodato
Ruggero Deodato (7. května 1939 Potenza – 29. prosince 2022 Řím) byl italský herec, režisér a scenárista. Používal také pseudonymy Roger Deodato, Roger Drake, Roger D. Franklin, Roger Franklin, Roger Godey a Roger Rockefeller. Jeho filmy jsou velmi kontroverzní především kvůli své brutalitě. Po natočení filmu Kanibalové byl zatčen a herci museli být předvoláni před soud, aby se prokázalo, že nebyli zavražděni.

## Filmografie

### Kino
- Ursus il terrore dei Kirghisi (1964)
- Gungala la pantera nuda (1968)
- Fenomenal e il tesoro di Tutankamen (1968)
- Donne, botte e bersaglieri (1968)
- Vacanze sulla Costa Smeralda (1968)
- I quattro del pater noster (1969)
- Zenabel (1969)
- Ondata di piacere (1975)
- Uomini si nasce poliziotti si muore (1976)
- Ultimo mondo cannibale (1977)
- L'ultimo sapore dell'aria (1978)
- Concorde Affaire '79 (1979)
- Kanibalové (1979)
- La casa sperduta nel parco (1980)
- I predatori di Atlantide (1983)
- Inferno in diretta (1985)
- Camping del terrore (1986)
- The barbarians & co. (1987)
- Un delitto poco comune (1987)
- Per un pugno di diamanti (1988)
- Vortice mortale (1989)
- Mamma ci penso io (1989)
- La lavatrice (1993)
- Cannibal Holocaust 2 (2009)

### Televize
- Triangolo rosso (1969)
- All'ultimo minuto (1971)
- Oceano (1991)
- I ragazzi del muretto (1994)
- Noi siamo angeli (1996)
- Sotto il cielo d'Africa (1999)
- Otec Naděje (2001)